# 254
254 (CCLIV) var ett normalår som började en söndag i den julianska kalendern.

## Händelser

### Maj
- 12 maj – Sedan Lucius I har avlidit den 5 mars väljs Stefan I till påve.[1]

## Avlidna
- 5 mars – Lucius I, påve sedan 253
- Cao Fang, kinesisk kung av Wei (mördad)